# Степанос Орбелян

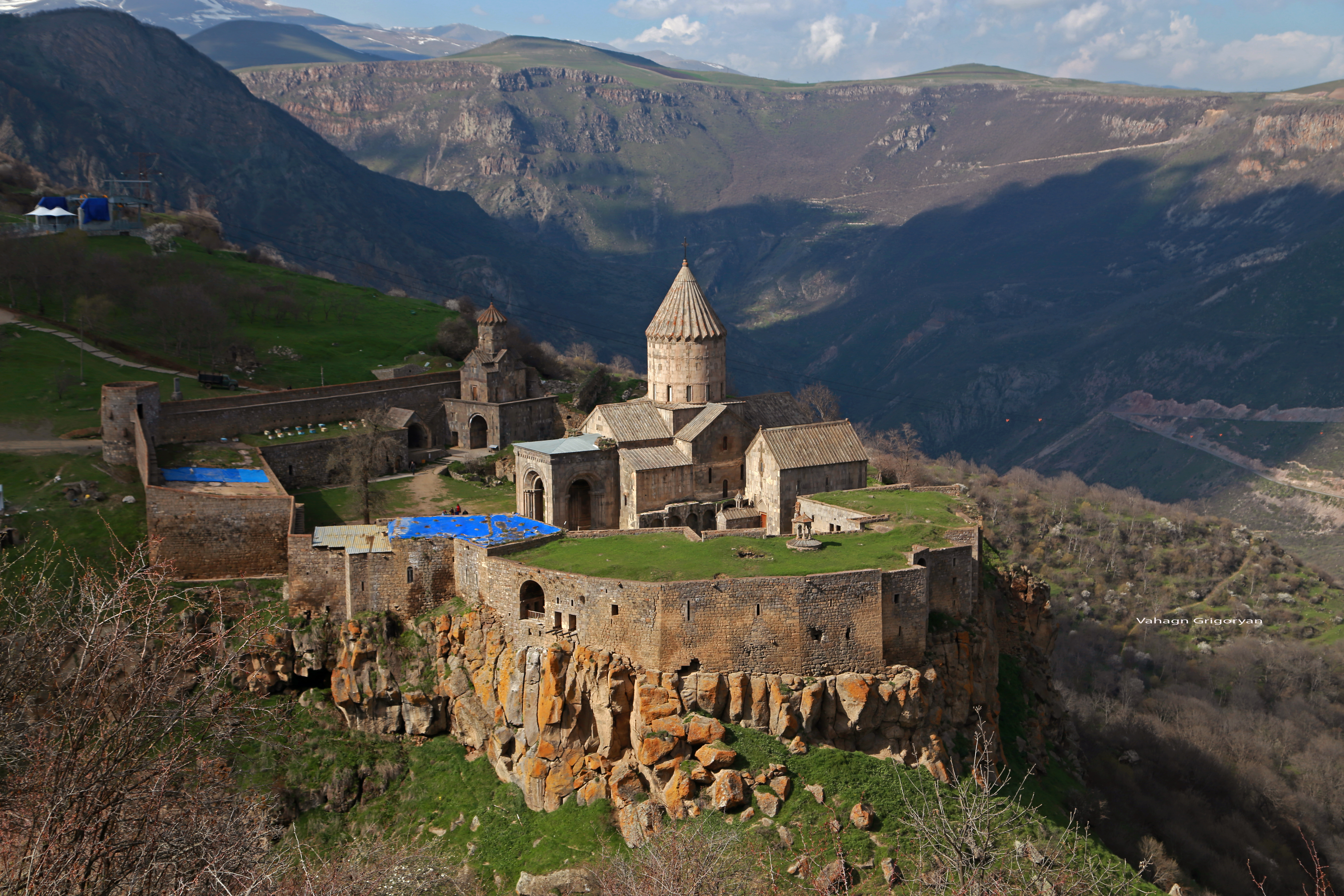
Татевський монастир

Степанос Орбелян (вірм. Ստեփանոս Օրբելյան) (близько 1250, Сюнікська провінція — 1303 ) — вірменський історик, богослов, поет, релігійний та політичний діяч, архієпископ. Один з найвидатніших релігійно-політичних діячів середньовічної Вірменії. Митрополит Сюніке від 1287. Автор «Історії області Сісакан».

## Життєпис
Сучасні грузинські історики засвідчують, що Степанос Орбелян розповідає про своїх пращурів — представників грузинського роду Орбелі, які отримали багато вотчин від власників Картлі (Грузії), серед яких і укріплення Орбеті, тому стали з часом називати себе Орбулами, тобто Орбетськими, за традицією грузинського племені .
Його батьком був великий князь Сюніка атабек Тарсаїч Орбелян (?—1290), син засновника князівства сюнікських Орбелянів — Липарита. Батько правив у гаварі Цхук до 1273 року. Відомо, що мати його,— на ім'я Аруз хатун,— не була вірменкою, але була християнкою. 
Був прийомним сином свого дядька князя Смбата, у якого виховувався. Завдяки святим отцям області Сісакан отримав гарну освіту. Грамоти та музики його навчав владика Айрапет, настоятель Татевського монастиря.

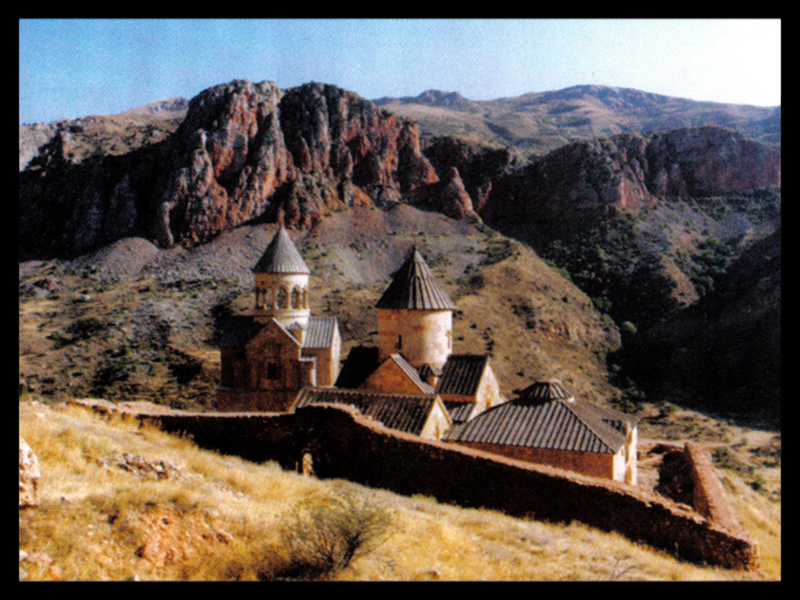
Монастир Нораванк

Степаноса відправили в монастир Нораванк, де він став псаломщиком, а потім дяком. Там він продовжив навчання і з вдячністю згадував ім'я засновника Гладзорського науково-навчального центру Нерсеса Мшеці (вірм. Ներսես Մշեցի). За рекомендацією цього видатного вченого-педагога Степанос постригся у монахи.

### Родина
Старший брат Елікум, другий брат Джалал.

## Твори
Завершив свою роботу у 1299 році.
- Степанос Орбелян. Історія області Сісакан, Тифліс, 1910 (вірм. Ստեփանոս Օրբելյանը: Պատմություն Սիսական տարածք, Թբիլիսի, 1910)